# Gustave Gagnon
Gustave Gagnon   (Louiseville, 6 de novembre de 1842 - Ciutat de Quebec, 19 de novembre de 1930) fou un organista, compositor i educador musical quebequès.

## Primers estudis
Nascut a Louiseville, Gagnon era d'una important família de músics a la ciutat de Québec. Fou el germà petit del compositor Ernest Gagnon i el pare del compositor Henri Gagnon. La seva germana Élisabeth es va casar amb el pianista Paul Letondal amb qui va estudiar el piano a Montréal de 1960 a 1964. El 1870 va estudiar a París amb Charles-Alexis Chauvet (orgue), Antoine François Marmontel (piano) i Auguste Durand (harmonia), i sota Félix-Étienne Ledent (piano) i amb Jean-Théodore Radoux (harmonia) a Lieja. Va continuar altres estudis a Dresden i Leipzig durant els estius de 1871 i 1872 amb Benjamin Robert Papperitz (orgue) i Louis Plaidy (piano).
De 1864 a 1876, Gagnon serà organista de l'Església Saint-Jean-Baptiste de la ciutat de Quebec, després de succeir al seu germà en aquest mateix càrrec. Tornarà a substituir el seu germà el 1876, assumint el paper d'organista a la basílica-catedral de Notre-Dame de la ciutat de Quebec on hi va romandre fins al 1915. Va ser membre fundador de la societat coral de la Unió Musical de Québec (1866) i de l'"Académie de musique du Quebec" (1868), una associació musical i una institució educativa sense sentit de lucre. Destacà, sobretot, com a president d'aquesta institució entre el 1878 i el 1902.
De 1877 a 1917, Gagnon va impartir classes a l'"École normale Laval" i al "Petit Séminaire" de Québec a més de mantenir un estudi privat. També va exercir un paper en la creació del "Dominion College of Music" el 1894. Es va convertir en el primer director del conservatori de música a la Université Laval el 1922, i va impartir classes a aquesta escola fins a la seva mort a Ciutat de Quebec el 1930. Els seus alumnes van incloure Joseph-Arthur Bernier, Joseph-Daniel Dussault, Léo-Pol Morin i el seu fill Henri.

## Obra seleccionada
- Reflets du passé "valse de salon" (1869)
- Deuxieme marche pontificale (1896)
- Marques nocturnes (1873)
- Souvenir de Leipzig (1874)
- Gavotte a F (1890)